# Danh sách giám mục Việt Nam còn sống theo tuổi
Số lượng giám mục Công giáo người Việt Nam còn sống là 49 vị, bao gồm các giám mục tân cử, giám mục đương nhiệm và giám mục đã nghỉ hưu; ngoài ra còn có 9 giám mục người Việt và gốc Việt tại hải ngoại.

## Danh sách giám mục trong nước còn sống theo tuổi
Giáo hội Công giáo tại Việt Nam hiện nay có 31 giám mục đương nhiệm (bao gồm giám mục tân cử) và 18 giám mục nghỉ hưu, sau đây là danh sách các giám mục còn sống theo tuổi. 
- Lưu ý: Danh sách này lấy ngày sinh chính thức theo tư liệu của Tòa Thánh.

| STT | Tên Giám mục                   | Khẩu hiệu                                  | Chức vụ Giáo phận | Ngày sinh và tuổi | Nguồn                             |
| --- | ------------------------------ | ------------------------------------------ | --- | ----------------- | --------------------------------- |
| 01  | Gioan Baotixita Phạm Minh Mẫn  | Như Thầy yêu thương                        | Hồng y - Nguyên TGM Tổng giáo phận Tp. HCM Nguyên giám mục Phó Giáo phận Mỹ Tho                                                                                | 5 tháng 3, 1934   |                                   |
| 02  | Phêrô Trần Đình Tứ             | Yêu rồi làm                                | Nguyên giám mục Giáo phận Phú Cường | 2 tháng 3, 1937   |                                   |
| 03  | Phêrô Nguyễn Văn Nhơn          | Ngài phải lớn lên                          | Hồng y - Nguyên TGM Tổng giáo phận Hà Nội Nguyên GM chính tòa Giáo phận Đà Lạt                                                                                 | 1 tháng 4, 1938   |                                   |
| 04  | Micae Hoàng Đức Oanh           | Cha chúng con                              | Nguyên GM chính tòa Giáo phận Kon Tum | 23 tháng 10, 1938 |                                   |
| 05  | Đa Minh Nguyễn Chu Trinh       | Tất cả vì tình yêu Đức Kitô                | Nguyên GM chính tòa Giáo phận Xuân Lộc | 20 tháng 3, 1940  |                                   |
| 06  | Phanxicô Xaviê Lê Văn Hồng     | Như một người phục vụ                      | Nguyên Tổng giám mục Tổng giáo phận Huế | 30 tháng 6, 1940  |                                   |
| 07  | Tôma Nguyễn Văn Trâm           | Hiền lành và khiêm nhượng                  | Nguyên GM chính tòa Giáo phận Bà Rịa Nguyên GM Phụ tá Giáo phận Xuân Lộc                                                                                       | 9 tháng 1, 1942   |                                   |
| 08  | Giuse Nguyễn Văn Yến           | Vâng Lời và Bình An                        | Nguyên GM chính tòa Giáo phận Phát Diệm | 26 tháng 12, 1942 |                                   |
| 09  | Gioan Maria Vũ Tất             | Sự thật trong yêu thương                   | Nguyên GM chính tòa Giáo phận Hưng Hóa | 10 tháng 3, 1944  |                                   |
| 10  | Giuse Võ Đức Minh              | Ngài đã yêu thương họ đến cùng             | Nguyên GM chính tòa Giáo phận Nha Trang | 10 tháng 9, 1944  |                                   |
| 11  | Antôn Vũ Huy Chương            | Xin vâng                                   | Nguyên GM chính tòa Giáo phận Đà Lạt Nguyên GM chính tòa Giáo phận Hưng Hóa                                                                                    | 19 tháng 9, 1944  |                                   |
| 12  | Phaolô Nguyễn Thái Hợp         | Sự thật và Tình yêu                        | Nguyên GM chính tòa Giáo phận Hà Tĩnh Nguyên GM chính tòa Giáo phận Vinh                                                                                       | 2 tháng 2, 1945   |                                   |
| 13  | Giuse Đinh Đức Đạo             | Này là Mình Thầy                           | Nguyên GM chính tòa Giáo phận Xuân Lộc | 2 tháng 3, 1945   |                                   |
| 14  | Phêrô Nguyễn Văn Đệ            | Xin cho tôi các linh hồn                   | Nguyên GM chính tòa Giáo phận Thái Bình Nguyên GM Phụ tá Giáo phận Bùi Chu                                                                                     | 15 tháng 1, 1946  |                                   |
| 15  | Cosma Hoàng Văn Đạt            | Tình thương và sự sống                     | Nguyên GM chính tòa Giáo phận Bắc Ninh | 20 tháng 7, 1947  |                                   |
| 16  | Giuse Nguyễn Chí Linh          | Xin cho họ nên một                         | Nguyên Tổng giám mục Tổng giáo phận Huế Nguyên GM chính tòa Giáo phận Thanh Hóa                                                                                | 22 tháng 11, 1949 |                                   |
| 17  | Stêphanô Tri Bửu Thiên         | Đến với muôn dân                           | Nguyên GM chính tòa Giáo phận Cần Thơ | 15 tháng 2, 1950  |                                   |
| 18  | Mátthêu Nguyễn Văn Khôi        | Tình yêu Đức Kitô thúc bách chúng tôi      | GM chính tòa Giáo phận Qui Nhơn | 13 tháng 10, 1951 |                                   |
| 19  | Emmanuel Nguyễn Hồng Sơn       | Vâng nghe Thánh Thần                       | GM chính tòa Giáo phận Bà Rịa | 2 tháng 1, 1952   |                                   |
| 20  | Aloisiô Nguyễn Hùng Vị         | Lòng mến trong Sự thật                     | GM chính tòa Giáo phận Kon Tum | 15 tháng 8, 1952  |                                   |
| 21  | Giuse Ngô Quang Kiệt           | Chạnh lòng thương                          | Nguyên TGM Tổng giáo phận Hà Nội Nguyên GM chính tòa Giáo phận Lạng Sơn và Cao Bằng                                                                            | 4 tháng 9, 1952   |                                   |
| 22  | Phêrô Nguyễn Văn Khảm          | Hãy theo Thầy                              | GM chính tòa Giáo phận Mỹ Tho Nguyên GM Phụ tá Tổng giáo phận Tp. HCM                                                                                          | 2 tháng 10, 1952  |                                   |
| 23  | Anphong Nguyễn Hữu Long        | Mang vào mình mùi chiên                    | GM chính tòa Giáo phận Vinh Nguyên GM Phụ tá Giáo phận Hưng Hóa                                                                                                | 25 tháng 1, 1953  |                                   |
| 24  | Gioan Đỗ Văn Ngân              | Tựa vào lòng Chúa Giêsu                    | GM Chính tòa Giáo phận Xuân Lộc | 7 tháng 6, 1953   |                                   |
| 25  | Giuse Nguyễn Đức Cường         | Hãy ra chỗ nước sâu và thả lưới            | GM chính tòa Giáo phận Thanh Hóa | 14 tháng 10, 1953 |                                   |
| 26  | Giuse Nguyễn Năng              | Hiệp Thông - Phục Vụ                       | Tổng giám mục Tổng giáo phận Tp.HCM Nguyên GM chính tòa Giáo phận Phát Diệm                                                                                    | 24 tháng 11, 1953 |                                   |
| 27  | Phêrô Huỳnh Văn Hai            | Hãy ra khơi và thả lưới                    | GM chính tòa Giáo phận Vĩnh Long | 18 tháng 5, 1954  |                                   |
| 28  | Tôma Aquinô Vũ Đình Hiệu       | Ngài yêu họ đến cùng                       | GM chính tòa Giáo phận Bùi Chu Nguyên GM Phụ tá Giáo phận Xuân Lộc                                                                                             | 30 tháng 10, 1954 |                                   |
| 29  | Giuse Trần Văn Toản            | Vinh dự của tôi là Thập Giá Đức Giêsu Kitô | GM chính tòa Giáo phận Long Xuyên | 7 tháng 4, 1955   |                                   |
| 30  | Đa Minh Nguyễn Văn Mạnh        | Mẹ và Mục Tử                               | GM Chính tòa Giáo phận Đà Lạt | 12 tháng 8, 1955  |                                   |
| 31  | Giuse Châu Ngọc Tri            | Trời mới đất mới                           | GM chính tòa Giáo phận Lạng Sơn và Cao Bằng Nguyên GM chính tòa Giáo phận Đà Nẵng                                                                              | 12 tháng 9, 1956  |                                   |
| 32  | Vinh Sơn Nguyễn Văn Bản        | Hãy bước theo Thần Khí                     | GM chính tòa Giáo phận Hải Phòng Nguyên GM chính tòa Giáo phận Ban Mê Thuột                                                                                    | 25 tháng 11, 1956 |                                   |
| 33  | Giuse Đặng Đức Ngân            | Đến với muôn dân                           | Tổng giám mục Tổng giáo phận Huế Giám quản Tông Tòa Giáo phận Đà Nẵng Nguyên GM chính tòa Giáo phận Đà Nẵng Nguyên GM chính tòa Giáo phận Lạng Sơn và Cao Bằng | 16 tháng 6, 1957  |                                   |
| 34  | Giuse Đỗ Mạnh Hùng             | Hiệp nhất trong Đức Tin                    | GM chính tòa Giáo phận Phan Thiết Nguyên GM Phụ tá Tổng giáo phận Tp.HCM                                                                                       | 15 tháng 9, 1957  |                                   |
| 35  | Giuse Nguyễn Tấn Tước          | Ngài phải lớn lên                          | GM chính tòa Giáo phận Phú Cường | 22 tháng 9, 1958  |                                   |
| 36  | Louis Nguyễn Anh Tuấn          | Này con đây                                | GM chính tòa Giáo phận Hà Tĩnh Nguyên GM Phụ tá Tổng giáo phận Tp.HCM                                                                                          | 6 tháng 4, 1960   | Nguồn HĐGM: 26 tháng 12 năm 1962. |
| 37  | Giuse Vũ Văn Thiên             | Phục vụ trong niềm vui và hy vọng          | Tổng giám mục Tổng giáo phận Hà Nội Nguyên GM chính tòa Giáo phận Hải Phòng                                                                                    | 26 tháng 10, 1960 |                                   |
| 38  | Giuse Huỳnh Văn Sỹ             | Vâng Lời Thầy, Con Thả Lưới                | GM chính tòa Giáo phận Nha Trang | 10 tháng 1, 1962  | Nguồn HĐGM: 17 tháng 7 năm 1963   |
| 39  | Đa Minh Đặng Văn Cầu           | Này con xin đến                            | GM chính tòa Giáo phận Thái Bình | 17 tháng 7, 1962  |                                   |
| 40  | Phêrô Kiều Công Tùng           | Đi trong Thần Khí                          | GM chính tòa Giáo phận Phát Diệm | 24 tháng 8, 1964  |                                   |
| 41  | Phêrô Nguyễn Văn Viên          | Thầy ban cho anh em bình an của Thầy       | GM Phụ tá Giáo phận Vinh | 8 tháng 1, 1965   |                                   |
| 42  | Giuse Bùi Công Trác            | Chúa Kitô đang sống                        | GM Phụ tá Tổng giáo phận Thành phố Hồ Chí Minh | 25 tháng 5, 1965  | Nguồn HĐGM: 5 tháng 5 năm 1965    |
| 43  | Giuse Đỗ Quang Khang           | Gặp gỡ – Lắng nghe – Phân định             | Giám mục Chính tòa Giáo phận Bắc Ninh | 7 tháng 11, 1965  |                                   |
| 44  | Gioan Baotixita Nguyễn Huy Bắc | Có Chúa cùng hoạt động                     | Giám mục Chính tòa Giáo phận Ban Mê Thuột | 15 tháng 10, 1967 |                                   |
| 45  | Đa Minh Hoàng Minh Tiến        | Hiệp nhất và Yêu Thương                    | GM chính tòa Giáo phận Hưng Hóa | 7 tháng 1, 1969   |                                   |
| 46  | Phêrô Lê Tấn Lợi               | Chúa biết con...                           | GM chính tòa Giáo phận Cần Thơ | 19 tháng 6, 1970  | Nguồn HĐGM: 28 tháng 7 năm 1972.  |
| 47  | Đa Minh Nguyễn Tuấn Anh        | Nguyện Ý Chúa nên trọn                     | GM phụ tá Giáo phận Xuân Lộc | 9 tháng 4, 1972   |                                   |
| 48  | Giuse Vũ Công Viện             | Hiền lành và khiêm nhường trong lòng       | GM phụ tá Tổng Giáo phận Hà Nội | 23 tháng 3, 1973  | Nguồn HĐGM: 23 tháng 2 năm 1973.  |
| 49  | Phaolô Nguyễn Quang Đĩnh       | Chính Thầy đây, Đừng sợ                    | GM phụ tá Giáo phận Hưng Hóa | 18 tháng 5, 1973  |                                   |

## Giám mục gốc Việt phục vụ tại nước ngoài
| STT | Tên Giám mục              | Khẩu hiệu                                   | Chức vụ - Giáo phận | Quốc gia | Ngày sinh và tuổi |
| --- | ------------------------- | ------------------------------------------- | --- | -------- | ----------------- |
| 01  | Phêrô Nguyễn Văn Tốt      | Hãy đi rao giảng cho muôn dân               | Nguyên TGM Sứ thần Tòa Thánh Sri Lanka Nguyên TGM Sứ thần Tòa Thánh Costa Rica Nguyên TGM Sứ thần Tòa Thánh Cộng hòa Trung Phi Nguyên TGM Sứ thần Tòa Thánh Togo và Bénin | Việt Nam | 15 tháng 4, 1949  |
| 02  | Tôma Nguyễn Thái Thành    | Ngài dẫn dắt tôi                            | GM Phụ tá Giáo phận Orange | Hoa Kỳ   | 7 tháng 4, 1953   |
| 03  | Giuse Nguyễn Thế Phương   | Đứng vững trong Chúa                        | GM chính tòa Giáo phận Kamloops | Canada   | 25 tháng 3, 1957  |
| 04  | Vinh Sơn Nguyễn Văn Long  | Hãy ra khơi                                 | GM chính tòa GP. Paramatta Nguyên GM Phụ tá TGP. Melbourne | Úc       | 3 tháng 12, 1961  |
| 05  | Antôn Hoàng Hữu Thư       | Chúa là nguồn ánh sáng và ơn cứu độ của tôi | GM Đại diện Tông Tòa Hạt Đại diện Tông tòa Viêng Chăn | Lào      | 4 tháng 4, 1964   |
| 06  | Gioan Trần Văn Nhàn       | Chúa quan phòng                             | GM Phụ tá Tổng giáo phận Atlanta | Hoa Kỳ   | 6 tháng 2, 1966   |
| 07  | Vinh Sơn Nguyễn Mạnh Hiếu | Thầy ở cùng các con                         | GM Phụ tá Tổng giáo phận Toronto | Canada   | 8 tháng 5, 1966   |
| 08  | Micae Phạm Minh Cường     | Hiệp nhất trong Chúa Kitô                   | GM Chính tòa Giáo phận San Diego | Hoa Kỳ   | 27 tháng 1, 1967  |
| 09  | Gioakim Nguyễn Xuân Thinh | Hãy cam đảm, Người gọi con                  | GM Phụ tá Tổng Giáo phận Melbourne | Úc       | 3 tháng 1, 1973   |

## Đại diện Tòa Thánh không thường trú tại Việt Nam
| STT | Tên Giám mục     | Khẩu hiệu                                           | Chức vụ                                                                                           | Quốc gia                                                                                      | Ngày sinh và tuổi |
| --- | ---------------- | --------------------------------------------------- | ------------------------------------------------------------------------------------------------- | --------------------------------------------------------------------------------------------- | ----------------- |
| 01  | Leopoldo Girelli |                                                     | TGM Sứ thần Tòa Thánh TGM Đại diện Không thường trú Tòa Thánh Nguyên TGM Sứ thần Tòa Thánh        | Cộng hòa Síp, Israel, Jerusalem, Việt Nam, Indonesia, Đông Timor, Malaysia, Brunei, Singapore | 13 tháng 3, 1953  |
| 02  | Marek Zalewski   | LUMEN VITÆ CHRISTUS Chúa Kitô, ánh sáng ban sự sống | TGM Sứ thần Tòa Thánh TGM Đại diện thường trú Tòa Thánh tại Việt Nam Nguyên TGM Sứ thần Tòa Thánh | Singapore, Việt Nam, Zimbabwe                                                                 | 2 tháng 2, 1963   |

Ghi chú
: Nguyên Giám mục/Tổng giám mục, Giám quản Tông tòa
: Hồng y
: Tổng giám mục
: Giám mục chính tòa
: Giám mục phụ tá, Đại diện Tông tòa